# Henry Dundas, 1. vikomt Melville
Henry Dundas, 1. vikomt Melville (Henry Dundas, 1st Viscount Melville, 1st Baron Duniry) (28. dubna 1742, Edinburgh, Skotsko – 28. května 1811, Edinburgh, Skotsko) byl britský státník a právník. Od mládí zastával vysoké funkce v justiční správě v rodném Skotsku, kde jako vlivná osobnost získal přezdívku Jindřich IX., nekorunovaný skotský král. Patřil k přátelům premiéra W. Pitta a v jeho vládách vykonával řadu let ministerské funkce. V roce 1802 byl povýšen na vikomta a stal se členem Sněmovny lordů. Z doby jeho dlouhodobého působení ve správě námořnictva pocházejí pojmenování v britských koloniích na jeho počest (město Dundas v Kanadě). Jeho syn Robert Dundas, 2. vikomt Melville byl také politikem a dlouholetým ministrem námořnictva.

## Politická kariéra
Pocházel ze starobylé skotské rodiny, byl nejmladším synem Sira Roberta Dundase (1685–1753), prezidenta nejvyššího skotského soudu. Vystudoval v Edinburghu, kde také v roce 1763 zahájil kariéru jako právník. Zpočátku využíval vlivu svého nevlastního bratra Sira Roberta Dundase (1713–1786), který byl stejně jako jejich otec prezidentem nejvyššího soudu ve Skotsku (1760–1787). Henry Dundas zastával ve Skotsku funkce nejvyššího státního zástupce (solicitor general) (1766–1775) a lorda advokáta (1775–1783).
V letech 1774–1802 byl poslancem Dolní sněmovny, kde od roku 1790 zastupoval město Edinburgh. Nevynikl sice jako řečník, ale jasně formulovanými názory brzy získal vliv, na půdě parlamentu podporoval razantní zákrok proti americkým koloniím. Dlouhodobě působil ve správě námořnictva, v letech 1782–1783 a 1784–1800 byl prezidentem úřadu námořního pokladu, od roku 1782 byl též členem Tajné rady. Souběžně zastával další vládní funkce jako státní sekretář vnitra (1791–1794), prezident kontrolního úřadu Východoindické společnosti (1793–1801) a státní sekretář války (1794–1801).
Po pádu první vlády W. Pitta podpořil jeho nástupce Henryho Addingtona, načež získal titul vikomta Melville a vstoupil do Sněmovny lordů (1802). V druhé Pittově vládě zastával post prvního lorda admirality (1804–1805). Po útocích ze strany poslance W. Wilberforce byl obžalován ze zpronevěry státních financí, odvolán z funkce prvního lorda admirality a také vyloučen z Tajné rady. Sněmovna lordů jej osvobodila od soudního stíhání a v roce 1807 mu bylo obnoveno členství v Tajné radě, na další veřejné aktivity ale již rezignoval.
Kromě funkcí v britské vládě zastával dlouhodobě i úřady ve Skotsku, kde byl kancléřem univerzity v St Andrews (1788–1811), guvernérem Bank of Scotland (1790–1811) a lordem strážcem tajné pečeti (1800–1811). Díky přátelství W. Pitta mladšího měl dlouhodobý vliv na veřejné dění zvláště ve Skotsku, kde měl pod kontrolou několik volebních obvodů Dolní sněmovny. Ve Skotsku získal přezdívku Jindřich IX., nekorunovaný skotský král.
Bylo po něm pojmenováno město Dundas v Kanadě a ulice Dundas Street v kanadském městě London.

## Rodina

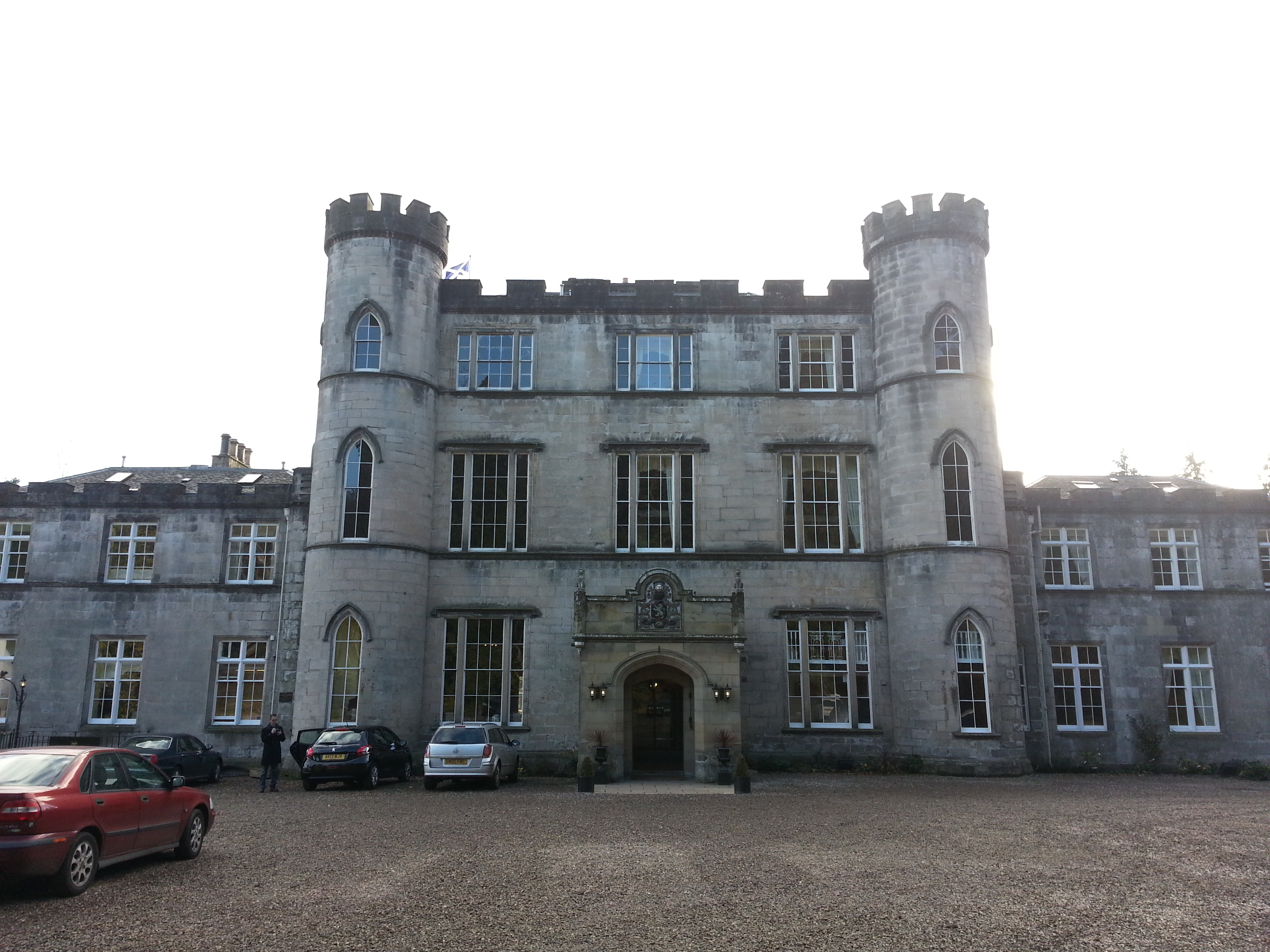
Zámek Melville Castle ve Skotsku

Byl dvakrát ženatý, jeho první manželkou byla Elizabeth Rannie (1750–1847) ze staré skotské šlechty a dědička sídla Melville Castle. S ní se rozvedl v roce 1778 a v roce 1793 se podruhé oženil s Jane Hope (1766–1829), dcerou 2. hraběte z Hopetounu. Ta se po ovdovění znovu provdala za státníka Thomase Wallace. Z prvního manželství pocházely čtyři děti. Nejstarší dcera Elizabeth (1766–1852) se provdala za svého nevlastního strýce, prezidenta skotského nejvyššího soudu Sira Roberta Dundase. Nejmladší dcera Montagu (1772–1837) se provdala za skotského šlechtice a politika 2. barona Abercromby. Jediný syn Robert (1771–1851) navázal na otcovu úspěšnou politickou kariéru a zastával řadu let vysoké funkce ve státní správě, v letech 1812–1827 byl prvním lordem admirality.